# Neobisium beieri
Espèce
Neobisium beieri est une espèce de pseudoscorpions de la famille des Neobisiidae.

## Distribution
Cette espèce est endémique de Slovaquie. Elle se rencontre dans le parc national Grande Fatra.

## Étymologie
Cette espèce est nommée en l'honneur de Max Beier.

## Publication originale
- Verner, 1958 : Eine neue Pseudoskorpionart aus der Tschechoslowakei. Zoologischer Anzeiger, vol. 161, p. 198-199.